# Evangelische Kirche (Kehna)

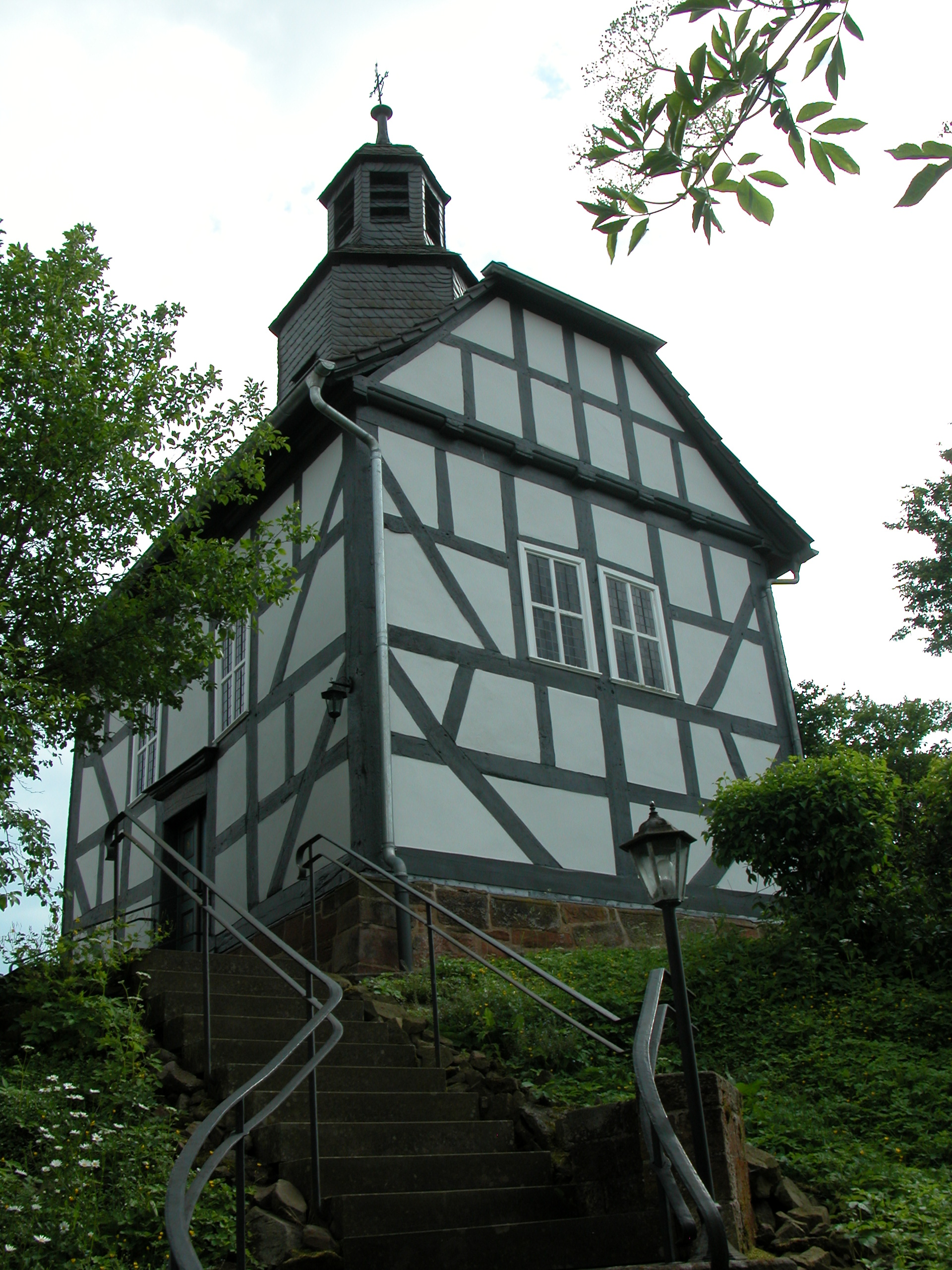
Evangelische Kirche in Kehna

Die evangelische Kirche Kehna ist ein denkmalgeschütztes Kirchengebäude, das in Kehna, einem Ortsteil der Gemeinde Weimar (Lahn) im Landkreis Marburg-Biedenkopf (Hessen) steht. Die Kirche gehört zur Kirchengemeinde Oberweimar im Kirchenkreis Marburg im Sprengel Marburg der Evangelischen Kirche von Kurhessen-Waldeck.

## Beschreibung
Die nicht geostete Fachwerkkirche wurde nach zwölfjähriger Bauzeit am 7. Oktober 1779 eingeweiht. Aus dem Krüppelwalmdach des Kirchenschiffs erhebt sich in der Mitte ein sechseckiger, schiefergedeckter Dachreiter, der eine offene Laterne trägt.